# حدود هندسية

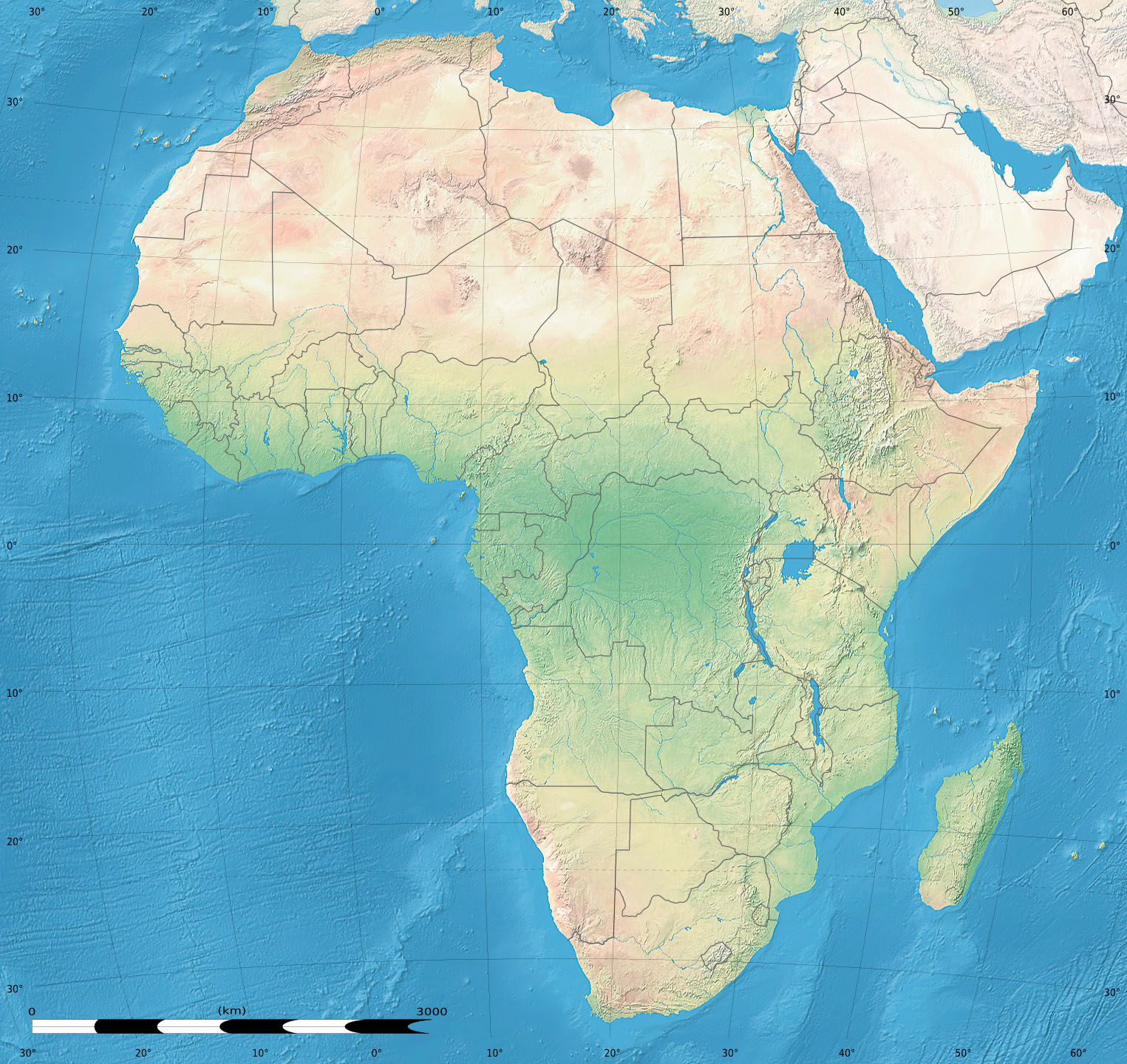
يُلاحظ أن الحدود السياسية في قارة أفريقيا هي حدود هندسية لا تراعي الظروف الطبيعية أو البشرية.

الحدود الهندسية، هي الحدود التي تُرسم بشكل هندسي كالخط المستقيم وأنصاف الدوائر للفصل بين دولتين، وتكون غالباً للفصل بين الديانات أو اللغات أو الأعراق. وتتميز الحدود الهندسية بالاستقامة الواضحة، وتجاهلها الظروف الطبيعية والبشرية للمناطق التي تمر بها، وتتميز أيضاً بسهولة التخطيط.

## أنواع الحدود الهندسية
تظهر الحدود الهندسية في عدة أشكال:
- حدود فلكية بحتة تتفق مع خطوط الطول أو دوائر العرض، ويشيع هذا النط في قارات أفريقيا وأمريكا الشمالية وأوقيانوسيا.
- خطوط مستقيمة تصل بين نقطتين معلومتين، أو مماسات دوائر، أو أقواس في دائرة المركز.
- حدود على أبعاد متساوية من ساحل أو سلسلة جبلية.[2]